# 水口町春日
水口町春日（みなくちちょうかすが）は、滋賀県甲賀市にある地名。

## 地理
甲賀市水口町の北端に位置し、東は水口町山、南は水口町伴中山・水口町下山、西は水口町八田・湖南市岩根、北は東近江市鈴町・東近江市蒲生堂町・東近江市宮川・蒲生郡竜王町山之上に接する。集落は東西に分かれ、東側に第三水口台（住宅団地）を含む。南北に滋賀県道164号水口竜王線、東西に滋賀県道165号春日竜王線が通じる。

## 歴史
1874年までの村名は「畑」で、その名は南北朝時代の1374年にみえる。平安時代を中心に当時の高級陶器であった緑釉陶器を焼く窯が築かれた。中世は伊勢神宮領柏木御厨の中山村郷に属し、戦国時代は伴氏が支配したと考えられる。1585年の甲賀ゆれと水口岡山城築城によりその支配下に入ったと考えられる。1633年より幕府領となり、1695年から水口藩領となった。

## 世帯数と人口
2019年（令和元年）9月30日現在の世帯数と人口は以下の通りである。
| 町丁       | 世帯数  | 人口   |
| ---------- | ------- | ------ |
| 水口町春日 | 402世帯 | 1140人 |

## 学区
市立小・中学校に通う場合、学区は以下の通りとなる。
| 番・番地等 | 小学校             | 中学校             |
| ---------- | ------------------ | ------------------ |
| 全域       | 甲賀市立伴谷小学校 | 甲賀市立水口中学校 |

## 交通
- 滋賀県道164号水口竜王線
- 滋賀県道165号春日竜王線

## 施設
- 溪蓮寺
- 春日神社
- ベアズパウジャパンカントリークラブ
- 名神竜王カントリー倶楽部
- 関西電力株式会社甲賀制御所甲賀変電所

## その他

### 日本郵便
- 郵便番号 : 528-0065[3]（集配局：水口郵便局[7]）